# Wilfried Kapteina
Wilfried Kapteina, gerufen „Käpt’n“ (* 9. Juni 1930 in Gelsenkirchen) ist ein ehemaliger deutscher Fußballspieler und -trainer. Der langjährige Stammspieler von TuS Bremerhaven 93 absolvierte in der damals erstklassigen Fußball-Oberliga Nord von 1951 bis 1962 174 Ligaspiele und erzielte 54 Tore.

## Laufbahn

### Spieler, bis 1962
Mit dem Fußballspielen begonnen hat Wilfried Kapteina als Jugendlicher beim SC Gelsenkirchen 07. Nach Ende des Zweiten Weltkriegs verschlug es den Westfalen nach Bremerhaven. Fußballerisch schloss sich der gelernte Kranführer im Stadtteil Geestemünde dem dortigen SC an. In der Saison 1948/49 wurde der Aufstieg in die Amateurliga Bremen erreicht und der kopfball- und kampfstarke Allrounder im damaligen WM-System schloss sich nach zwei Runden im Bremer Amateuroberhaus zur Runde 1951/52, dem Oberligisten Bremerhaven 93 an.
Dort hatte ab der Saison 1950/51 Helmuth Johannsen die Trainingsleitung des Vereins aus der Stadt an der Wesermündung übernommen. Mit seiner von Ernsthaftigkeit, Fachlichkeit und Korrektheit geprägten Arbeitsweise etablierte der spätere Bundesligatrainer die 93er im Mittelfeld der Oberliga Nord. Kapteina debütierte unter Johannsen am 20. August 1951 beim 2:2-Remis bei Victoria Hamburg als rechter Verteidiger in der Oberliga Nord. Die Elf vom „Zolli“ belegte am Rundenende den achten Rang und der Neuzugang aus Geestemünde hatte in 20 Ligaspielen zwölf Tore erzielt. Anfangs noch in der Defensive eingesetzt, war er im Rundenverlauf in den Sturm gerückt. Auch im zweiten Oberligajahr, 1952/53, platzierten sich Kapteina (26-9) und seine Mannschaftskollegen auf dem achten Rang.
Zur Saison 1953/54 zog es ihn aber zurück nach Gelsenkirchen; er unterschrieb beim FC Schalke 04 einen neuen Vertrag. Am zweiten Rundenspieltag, den 23. August 1953, debütierte er beim Auswärtsspiel gegen Borussia Mönchengladbach in der Fußball-Oberliga West. Die „Königsblauen“ gewannen das Spiel mit 1:0 Toren und Kapteina hatte auf Halblinks neben den Angriffskollegen Bernhard Klodt, Otto Laszig, Günter Wilmovius und Hans Krämer gespielt. Es folgten unmittelbar drei weitere Einsätze gegen den Meidericher SV (4:1; 1 Tor), Alemannia Aachen (3:2) und am fünften Spieltag, den 13. September 1953, im Heimspiel gegen Preußen Dellbrück ein 1:1-Remis. Danach waren aber die Unstimmigkeiten mit Trainer Fritz Szepan so gravierend, dass für Kapteina das Kapitel Schalke 04 bereits nach vier Oberligaeinsätzen mit einem Tor beendet war. Schalke spielte ohne ihn die Runde zu Ende und Kapteina schloss sich zur Rückrunde der Saison 1954/55 wieder seinem vorherigen Club Bremerhaven 93 an.
Die erfolgreichste Saison in Bremerhaven erlebte Kapteina nach dem Weggang von Trainer Johannsen zu Holstein Kiel und der Trainerübernahme durch Robert Gebhardt, der in der letzten Johannsen-Saison 1953/54 noch in fünf Spielen für die „Weinroten“ aufgelaufen war, in der Runde 1954/55 als Rückkehrer vom FC Schalke 04. Der Rundenstart hatte für die Elf um Spielführer Werner Lang am 22. August 1954 einen 3:1-Heimerfolg im Zollinlandstadion gegen den amtierenden Deutschen Meister Hannover 96 gebracht. Es folgten drei weitere Erfolge gegen den Bremer SV, VfB Oldenburg und VfL Osnabrück und damit die Tabellenführung mit 8:0 Punkten. Die 0:3-Auswärtsniederlage durch drei Tore des jungen Mittelstürmers Uwe Seeler beim Hamburger SV am fünften Spieltag, brachte zwar Ernüchterung an den „Zolli“, aber es folgte nicht der Absturz in das Mittelfeld der Liga. In der Rückrunde debütierte Heimkehrer Kapteina am 6. Februar 1955 beim 2:0-Heimsieg gegen Göttingen 05 in der „Zolli“-Elf. Als sich die „Weinroten“ vor 13.000 Zuschauern am 17. April 1955 ein 2:2-Heimremis gegen den Rekordmeister des Nordens, den Hamburger SV, erkämpften, erzielte Kapteina auf Halblinks einen Treffer. Mit der besten Abwehr im Norden, nur 38 Gegentore, landeten die 96er auf dem zweiten Platz und zogen als Vizemeister in die Endrunde um die deutsche Fußballmeisterschaft 1955 ein. Der Hamburger SV wurde mit dem Torverhältnis von 108:41 Treffern Meister, dabei hatten die zwei Torjäger der „Rautenträger“, Günter Schlegel und Uwe Seeler, mit je 28 Toren exakt die Trefferzahl des Vizemeisters Bremerhaven mit 56 Toren erreicht. Heiner Mokroß zeichnete sich mit 19 Treffern auf Seiten von Bremerhaven als bester Torschütze aus.
Vor der eigentlichen Endrunde mussten die Gebhardt-Schützlinge noch ein Qualifikationsspiel gegen den Südwest-Vizemeister Wormatia Worms am 4. Mai in Düsseldorf bestreiten. Das Spiel endete nach Verlängerung mit einem Kapteina-Treffer 3:3-Unentschieden. Einen (!) Tag später, am 5. Mai, setzte sich Bremerhaven im Wiederholungsspiel mit zwei Kapteina-Toren mit einem 3:2-Sieg durch und war damit für die Gruppe II in der Endrunde qualifiziert. Gegner waren Rot-Weiss Essen, Wormatia Worms und Kickers Offenbach, aber nicht im „Zolli“ im Stadtteil Lehe, durch den DFB bestimmt im Weserstadion in Bremen. In den „auswärtigen“ Heimspielen setzten sich Kapteina und seine Mannschaftskollegen mit 1:0 gegen Worms und 2:0 gegen den Südmeister Kickers Offenbach durch und trotzten dem späteren Deutschen Meister Rot-Weiss Essen – RWE gewann am 26. Juni das Endspiel mit 4:3 Toren gegen den 1. FC Kaiserslautern – vor 15.000 Zuschauern ein 1:1-Remis ab. TuS belegte mit 6:6 Punkten den zweiten Gruppenplatz. Kapteina hatte sechs Endrundenspiele bestritten und vier Tore erzielt.
An die Vizemeisterschaft konnte Bremerhaven in den nächsten Runden nicht mehr anschließen, die zwei fünften Ränge 1958 und 1960 wurden die besten Platzierungen. In der Saison 1961/62 beendete der „Käpt’n“ mit den letzten vier Einsätzen gegen Holstein Kiel (2:2), Eintracht Braunschweig (1:1), Hannover 96 (2:1; 1 Tor) und dem 0:0-Remis am 4. April 1962 beim Bremer SV seine Spielerlaufbahn in der Oberliga Nord. In den vier Spielen hatte Bremerhaven 5:3 Punkte geholt und sicherte sich damit als 14. der Tabelle den Klassenerhalt.

### Trainer, 1962 bis 1964
Im letzten Jahr der alten erstklassigen Fußball-Oberliga Nord, 1962/63, übernahm Kapteina das Traineramt bei TuS Bremerhaven 93 und übte das auch im ersten Jahr in der damaligen Zweitklassigkeit der Fußball-Regionalliga Nord, 1963/64, aus. Mit den Spielern Helmut Fischer (Torhüter), Horst-Dieter Berking und Manfred Bertl beendete er die letzte Oberligasaison auf dem 13. Rang. Im Debütjahr der Regionalliga Nord belegte er mit seiner Mannschaft den 12. Rang. Nach seiner zweijährigen Tätigkeit als Oberliga- und Regionalligatrainer übernahm sein ehemaliger Mannschaftskamerad Werner Lang zur Saison 1964/65 das Traineramt und Kapteina war noch Jahre im Spielausschuss der Ligamannschaft von TuS 93 aktiv.